# Complementi di luogo
I complementi di luogo indicano i luoghi dove si svolgono determinate azioni o situazioni. Risponde alla domanda "dove?"
Esempio:
I bambini giocano con la palla per strada.
I bambini giocano sotto casa.
Si dividono in:
- complemento di stato in luogo;
- complemento di moto entro luogo circoscritto;
- complemento di moto a luogo;
- complemento di moto da luogo;
- complemento di moto per luogo.

Particolare variante dei complementi di luogo sono i complementi di luogo figurato.

## Complemento di stato in luogo
Indica il luogo reale o figurato dove si svolge l'azione espressa dal predicato.
- La penna è sul tavolo.
- La scimmia è sull'albero.
- La matita è sulla sedia.

Risponde alla domanda: dove? in quale luogo?
Il predicato verbale esprime uno stato di quiete.

## Complemento di moto entro luogo circoscritto
Analogo al complemento di stato in luogo, indica il luogo entro il quale si svolge l'azione espressa dal predicato.
Tuttavia, il predicato verbale esprime un'azione dinamica.
- La classe passeggiava per il parco.

Risponde alla domanda: per/entro quale luogo?

## Complemento di moto a luogo
Indica il luogo , la direzione , la meta reale o figurata di un movimento o di un'azione del predicato del luogo verso cui andrà.
- L'aereo parte per Sharm El Sheikh.

Risponde alla domanda:verso dove? Verso quale luogo? Esso indica il luogo verso il quale si muove una persona o una cosa.

## Complemento di moto da luogo
Indica il luogo da cui arriva o parte ciò di cui si sta parlando.
- Oggi torniamo da casa di Giuseppe.

Risponde alle domande:da dove? da quale luogo? Esso indica un movimento.

## Complemento di moto per luogo
Indica il luogo attraverso il quale avviene un passaggio o attraverso cui viene compiuta un'azione.
- Il vento passava fra i rami.

Risponde alle domande: per dove? attraverso quale luogo? Esso indica un movimento.

## Complementi di luogo figurato
Costituiscono, come già detto, una particolare variante dei complementi di luogo, nel momento in cui il luogo indicato abbia forma immateriale, non essendo effettivamente un posto in cui qualcosa possa trovarsi, o non indichi realmente la posizione di ciò cui si riferisce. Essi sono frequenti nei modi di dire.
- Gianni ha la testa fra le nuvole. (Complemento di stato in luogo figurato, poiché non indica la reale posizione della testa di Gianni.)
- Gianni è partito da zero. (Complemento di moto da luogo figurato, poiché non esiste alcun luogo che si chiami zero.)